# Phymaspermum argenteum
Phymaspermum argenteum là một loài thực vật có hoa trong họ Cúc. Loài này được Brusse miêu tả khoa học đầu tiên năm 1989.